# 새누리 (쌀)
새누리(익산486호)는 중만생 쌀 품종이다. 대한민국 농촌진흥청 작물과학원 호남농업연구소(익산시 소재)에서 개발하여 2007년 12월 새누리로 명명하였다.

## 같이 보기
- 새일미 (쌀)
- 신동진 (쌀)